# 1973年港澳埠際足球賽
1973年第30屆港澳埠際足球賽輪值由香港主場，於1973年5月23日下午5時在旺角花墟球場舉行，入場觀眾3,283人，收入9,849港元，香港1-0擊敗澳門，蟬聯冠軍，由香港足球總會副會長鍾逸傑主持頒獎，當晚在英京酒樓設埠際宴招待澳門隊。
本屆比賽香港隊主力前赴漢城參加世界盃亞洲區外圍賽，賽前又有主力鍾楚維、駱德輝及曾展鵬申請免役，只由一班參賽「亞青盃」小將作為骨幹應戰。

## 賽程
| 1973年5月23日 |

| 香港       | 1 : 0 | 澳門 |
| ---------- | ----- | ---- |
| 馮志明 69' |       |      |

| 香港旺角花墟球場 觀眾人數：3,283人 |

| 1973年港澳埠際足球賽 |
| -------------------- |
|                      |
| 香港                 |

## 出賽陣容
| 張耀東 李桂雄 趙汝亮 黎榮富 陳世非 賴汝樞 梁能仁 陳 毓 馮志明 張家平 劉榮業 |
| 主場香港正選陣容                                                            |

| 鄭義威 龍長合 黃志雄 李文光 鄧波治 翁偉國 陸仲強 馮少偉 黃方濟 馬甸士 李聯樞 |
| 客軍澳門正選陣容                                                             |